# Daxin
 Daxin  (chino simplificado: 大新; pinyin: Dàxīn; Zhuang: Daihsaen) es un condado bajo la administración  de la ciudad-prefectura de Chongzuo, en la región autónoma Zhuang de Guangxi, República Popular China. Limita al norte con Tiandeng, al sur con Longzhou y Ningming, al oeste con Vietnam y al este con  Long'an y Chongzuo. 
Su área es de 2,742 km². Se encuentra a una altitud de 300 m sobre el nivel del mar. 

## Demografía
Según estimación 2010 contaba con 359.800 habitantes. 97,2% pertenece al grupo étnico de los Zhuang. Es hogar de una de las más grandes poblaciones zhuang.